# Munna magnifica
Munna magnifica is een pissebed uit de familie Munnidae. De wetenschappelijke naam van de soort is voor het eerst geldig gepubliceerd in 1964 door Schultz.